# Església de Santa Maria de Blaquernes
|  | Per a altres significats, vegeu «Església de Santa Maria de Blaquernes (Berat)». |

L'església de Santa Maria de Blaquernes (nom complet en grec: Θεοτόκος των Βλαχερνών, Theotokos ton Vlakhernon; turc: Meryem Ana Kilisesi)  és una església ortodoxa situada al carrer Mustafa Paşa Bostanı del barri d'Ayvansaray, al districte de Fatih d'Istanbul, just a l'interior de l'antic recinte emmurallat. El complex eclesiàstic que hi havia originalment fou un dels temples més importants de Constantinoble en el període romà d'Orient tardà i es podria dir que fins i tot superava Santa Sofia gràcies a la seva proximitat al Palau de Blaquernes. El complex eclesiàstic romà d'Orient fou destruït el 1434. Al segle xix hi fou construïda una petita església nova. Avui en dia, té un mur alt al voltant i un jardí al davant.

## Història
El 450, l'emperadriu consort Èlia Pulquèria començà a bastir una església prop d'un hagiasma, o font sagrada, situat a l'exterior de les muralles teodosianes, a la falda del sisè turó de Constantinoble. L'edifici fou rematat pel seu marit, l'emperador Marcià, després de la seva mort el 453.
L'emperador Lleó I erigí dos altres edificis prop de l'església: un pareclèsion anomenat Aia Sorós (‘reliquiari sagrat’) perquè contenia el sant mantell i la túnica de la Verge, portats des de Palestina el 473, així com l'edifici de l'Àion Lusma (‘bany sagrat’), on hi havia la font.
Els emperadors Justí I i Justinià I restauraren i ampliaren l'església.
La importància creixent del complex esperonà els emperadors a traslladar-se als seus voltants i començar a bastir l'edifici que esdevindria el Palau de Blaquernes. En la seva influent obra sobre Constantinoble, Skarlatos Vizàndios esmenta la tradició grega original segons la qual el districte fou anomenat en referència a l'espècie de peix coneguda com a Lakernai en llatí, que els habitants pescaven en grans quantitats. Segons l'autor romanès Ilie Gherghel, el nom podria derivar d'un antic gentilici referit als romanesos i d'una petita colònia de valacs.
A l'església es conservava una icona famosa de la Verge Maria, la Mare de Déu de Blaquernes, anomenada en referència a l'església. Estava pintada sobre fusta i decorada amb or i argent. Els romans d'Orient consideraven que aquesta icona i les relíquies de la Verge custodiades al pareclèsion eren una defensa poderosíssima en temps de guerra o catàstrofes naturals. La primera prova del seu valor es produí el 626, durant el setge de Constantinoble pels exèrcits àvar i persa, quan l'emperador Heracli estava combatent els perses a Mesopotàmia. El seu fill Constantí, el patriarca Sergi i el patrici desfilaren per les muralles amb la icona i poc després l'exèrcit àvar fou destruït. Més endavant, el kan dels àvars confessaria que l'havia espaordit la visió d'una dona ornada amb joies caminant per les muralles.
En aixecar el setge, els romans descobriren que l'església (que en aquell temps era a l'exterior de les muralles) era l'única que no havia estat saquejada pels invasors. Quan Heracli tornà a Constantinoble triomfant, portant la Vera Creu que els perses havien pillat a Jerusalem, el patriarca el rebé a l'església de Santa Maria. En algun moment, l'emperador feu construir una sola muralla per protegir l'església, tancant el suburbi de Blaquernes dins de la ciutat.
La victòria romana d'Orient en el setge àrab del 717-718 també fou atribuïda a la protecció de la Mare de Déu de Blaquernes, igual que la victòria romana d'Orient contra els rus invasors el 860. En aquesta última ocasió, el vel (mafórion) de la Mare de Déu, que es conservava a l'església amb les altres relíquies, fou submergit al mar per suplicar a Déu que auxiliés la flota. El 926, durant la guerra contra Simeó de Bulgària, la vàlua de les relíquies de la Verge també ajudaren a convèncer el tsar búlgar de negociar amb els romans en comptes d'assaltar la ciutat. A principis del segle x, cada divendres se celebrava una processó que portava aquestes relíquies a l'església de Calcopratia, prop de Santa Sofia.
El 15 d'agost del 944, l'església acollí dues altres relíquies importants: la carta del rei Abgar V d'Edessa a Jesucrist i el mandílion. Tots dos serien traslladats posteriorment a l'església de la Mare de Déu del Far.
Com a centre de la veneració d'imatges, l'església de Santa Maria també tingué un paper important en les disputes religioses a l'Imperi Romà d'Orient. Durant el període iconoclasta s'hi celebrà l'última sessió del Concili de Hièria en el qual es condemnà el culte a les imatges. Com a resultat d'aquesta decisió l'emperador Constantí V ordenà la destrucció dels seus mosaics figuratius i la seva substitució per altres mosaics que mostraven escenes naturals, amb arbres, ocells i altres animals. La icona de la Mare de Déu de Blaquernes fou amagada sota una capa de morter argentat. El 843, amb la fi de la iconoclàstia, la Festa de l'Ortodòxia fou celebrada per primera vegada a l'església de Blaquernes amb una agripnia (‘vigília sagrada’), el primer diumenge de quaresma. Tomais de Lesbos, una profana que posteriorment seria considerada santa, visitava sovint l'església al segle x i resava davant del bany sagrat, on no es permetia l'entrada dels profans).
La icona de la Mare de Déu de Blaquernes fou redescoberta durant els treballs de restauració duts a terme durant el regnat de Romà III Argir a principis del segle xi i tornà a esdevenir una de les icones més venerades de Constantinoble. Un incendi arrasà l'església de Santa Maria el 1070, però Romà IV Diògenes i Miquel VII Ducas la reconstruïren seguint el mateix pla.
Segons Anna Comnena, la icona de la Mare de Déu de Blaquernes feia un «miracle habitual». Després de la posta de sol del divendres, el vel que cobria la icona s'aixecava a poc a poc i revelava la cara de la Mare de Déu; l'endemà, tornava a baixar gradualment. El miracle no sempre es produïa i, de fet, cessà després de la conquesta llatina de la ciutat.
L'església fou ocupada pel clergat llatí i subordinada directament a la Santa Seu. Abans de la fi de l'Imperi Llatí, Joan III Ducas Vatatzes rescatà l'església i molts monestirs per al clergat ortodox a canvi de diners.
El 29 de juny del 1434, uns infants nobles que caçaven coloms a la teulada de l'església provocaren un incendi sense voler. El foc consumí tot el complex i els carrers adjacents. Els otomans no mostraren gaire interès per la zona. El 1867, el gremi de pellissers ortodoxos adquirí la parcel·la que envoltava la font sagrada i hi bastí una petita església nova.